# Dead or Alive 5 Plus
A Dead or Alive 5 Plus (stilizálva: Dead or Alive 5+, rövidítve DOA5+) verekedős játék, a Dead or Alive sorozat tagja, melyet a Team Ninja fejlesztett a Sega AM2 közreműködésében és a Tecmo Koei jelentett meg PlayStation Vita kézikonzolra 2013 márciusában. A DOA5+ a 2012-ben megjelent Dead or Alive 5 kibővített kézikonzolos átirata, mely pozitív kritikai fogadtatásban részesült, jobb pontokat elérve, mint az eredeti.

## Játékmenet
A Dead or Alive 5 Plus az alapjátékkal szemben több új gyakorlómódot, így a támadások gyakorlását elősegítő Command Training, a kombók elsajátítását elősegítő Combo Challenge, illetve a Free Training módot is felmutat, ahol a játékosok szabad gyakorolhatnak bármilyen támadást. A játéknak többplatformos képességei is vannak, így a PlayStation 3- és a PlayStation Vita-tulajdonosok egymás ellen is harcolhatnak az interneten keresztül, de a játék az eredeti verzióval osztozik a PlayStation Store-on keresztül megvásárolt letölthető tartalmakon, valamint a mentések is átvihetőek a két változat között.
A Plus változat a hagyományos irányítási rendszeren felül egy opcionális érintőképernyő-alapú rendszert is tartalmaz a Touch Play Mode keretén belül, ahol a harcok belső nézetes kameraállásból követhetőek és a játékosok a képernyőt megkoppintva, megpöccintve és csippentve támadhatják az ellenfelet. A játékban a mellek mozgását négy állásban; kikapcsolt, „természetes”, „DOA” és „OMG” lehet szabályozni.
A DOA5+-ban nincsenek történetmód-küldetések és lobbymeccsek, illetve a felvett harcokat sem lehet feltölteni a YouTube-ra. A páros mérkőzések kizárólag a történetmódban érhetőek el, a Versus, az Arcade és a Time Attack módok kizárólag egyszereplősök.

## Fejlesztés és megjelenés
A Dead or Alive 5 Plust 2012. december 1-jén jelentették be. A DOA5+ demóverziója 2013. március 19-én, a játék észak-amerikai megjelenésével párhuzamosan vált elérhetővé.
A Dead or Alive 5 Plus japán gyűjtői kiadása a játék mellett egy 12 ráadás „szexi kosztümöt” megnyitó letöltőkódot, egy Vita-matricát, a Dead or Alive 5 Soundtrack Volume 2-t és egy az „extrém privát gravure filmet” feloldó letöltőkódot is tartalmazott. A Dead or Alive 5 Cross Play Pack kiadás a játék Vita- és PS3-verzióját, illetve Kaszumi, Ajane és Tina „szexi” és cheerleader kosztümjeinek, a „Premium Sexy Costume” és a „Paradise Sexy Costume” csomagoknak és az „extrém privát gravure film” letöltőkódjait tartalmazza. Korlátozott ideig, 2013 áprilisa és májusa között a „costume & video set” fizetős letölthető tartalom is elérhető volt.

## Fogadtatás
| Összegzőoldal | Értékelés |
| ------------- | --------- |
| GameRankings  | 83%       |
| Metacritic    | 80/100    |

| Szerző         | Értékelés |
| -------------- | --------- |
| Destructoid    | 8/10      |
| GameRevolution | 4,0/5     |
| Hardcore Gamer | 4/5       |
| IGN            | 8,8/10    |

A Dead or Alive Plus általánosságban jó kritikai fogadtatásban részesült a minőségi grafikája és irányítási rendszere, illetve az új tartalmai miatt. Számos kritikus sokkal jobb átiratként tekint a Dead or Alive Plusra, mint a Team Ninja korábban, 2013 februárjában megjelent Ninja Gaiden Sigma 2 Plus Vita-portjára, kiemelve a DOA5+ állandó 60 képkocka/másodperces képfrissítését. Számos kritikus viszont azt is hozzáfűzte, hogy a játékot csak azoknak ajánlják, akiknek nincs meg a Dead or Alive 5 egyik másik változata sem.
Vince Ingenito az IGN hasábjain azt írta, hogy „[a Dead or Alive 5 Plus], az Ultimate Marvel vs. Capcom 3-hoz hasonlóan a verekedős játékok átiratának tankönyvi példája”, hozzáfűzve, hogy „nem kívánhatsz ennél sokkal többet egy olyan verziótól, ami kényelmesen elfér a zsebedben.” Ian Bonds a Destructoidon kedvezően hasonlította össze a játékot a Mortal Kombattal, kiemelve, hogy „a tavalyi év egyik legjobb verekedős játéka az idei év egyik legjobb kézikonzolos verekedős játék lett.” Steve Hannley a Hardcore Gamerben azt írta, hogy a Vita-változat nem csak „az a nagyszerű verekedős játék maradt, mint amilyen a konzolokon volt, számos új és izgalmas kiegészítéssel kibővítve”, hanem az, hogy „az a tény miatt, hogy az egy grafikailag erőteljes hat hónapos játék kézikonzolos változata már önmagában megéri az árát.” A Game Revolution szerint „a Dead or Alive 5+ sikeres a lebilincselő képi világa, a széleskörű nagykonzolos minőségű játékmódjai, az egyedi érintőképernyős játékmenete és a harcosok újrajátszhatósága miatt.” Ryan King a NowGameren közzétett elemzése szerint a DOA5+ „tökéletes játék a Vitára, működő irányítási rendszerrel, imádni való grafikával, sziklaszilárd portolási munkával mögötte”, ami nem csak „az egyik legszebb játék a Vitán”, de „egyértelműen az egyik legszórakoztatóbb is.” 